# Альберт Мюллер-Кале
Альберт Мюллер-Кале (нім. Albert Müller-Kahle; 29 червня 1894, Вітцен — 17 жовтня 1941, Бріг) — німецький офіцер, генерал-майор люфтваффе. Кавалер ордена Pour le Mérite.

## Біографія
9 березня 1914 року вступив в Прусську армію, командир взводу 20-го пішого артилерійського полку. Учасник Першої світової війни. З 1 березня 1915 року — командир взводу 54-го пішого артилерійського полку. 1 вересня 1915 року відряджений в школу артилерійських спостерігачів в Ютербозі. З 1-20 вересня 1915 року пройшов курс авіаційного спостерігача в 1-му запасному льотному батальйону, після чого був відряджений в авіапарк 6-ї армії. З 15 жовтня 1915 року —  спостерігач 202-го льотного батальйону. З 3 серпня по 3 вересня 1916 року пройшов курс пілота в 9-му запасному льотному батальйоні, після чого знову був відряджений в авіапарк 6-ї армії. З 25 вересня 1916 року — пілот 202-го льотного, з 8 січня 1917 року — 47-го польового льотного, з 8 лютого 1917 року — 215-го льотного батальйону. З 27 травня 1917 року — командир 9-го авіаційного батальйону.
30 листопада 1918 року відряджений в штаб командувача пішою артилерією. З 6 квітня 1919 року — пілот 409-го льотного батальйону, з 9 вересня 1919 року — командир свого батальйону. 22 листопада 1919 року відряджений авіабазу Штольп, 8 травня 1920 року — в 2-гу легку колону боєприпасів. З 15 травня 1920 року — офіцер з фотозйомки в командуванні 2-го військового округу. З 1 жовтня 1920 року — офіцер-інспектор артилерійського училища. З 1 травня 1921 року — офіцер батареї 6-го артилерійського полку. 30 вересня 1923 року звільнений у відставку. З 1928 по грудень 1934 року — керівник молодіжного крила «Сталевого шолому» в Нижній Саксонії, одночасно з грудня 1932 по 30 травня 1933 року — ад'ютант керівника «Сталевого шолому» в Нижній Саксонії. З 1 травня 1933 року — керівник ескадрильї формування повітряного спорту.
1 травня 1934 року вступив в люфтваффе і був направлений в авіаційне училище в Брауншвейзі. З 1 липня 1934 року — інструктор училища розвідувальної авіації в Гільдесгаймі. З 1 березня 1936 року — командир 115-ї льотної групи, з 1 листопада 1938 року — училища розвідувальної авіації в Гільдесгаймі, з 1 вересня 1939 року — в Брігу. З 18 лютого 1941 року — командир частин люфтваффе вищого армійського командування 9. Наклав на себе руки.

## Звання
- Фанен-юнкер (9 березня 1914)
- Фенріх (30 жовтня 1914)
- Лейтенант (27 січня 1915)
- Оберлейтенант (18 жовтня 1918)
- Гауптман запасу (30 вересня 1923)
- Гауптман (1 травня 1934)
- Майор (1 серпня 1934)
- Оберстлейтенант (1 жовтня 1936)
- Оберст (1 січня 1939)
- Генерал-майор запасу (27 серпня 1939)
- Генерал-майор (1 лютого 1941)

## Нагороди
- Залізний хрест 2-го і 1-го класу
- Нагрудний знак пілота-спостерігача (Пруссія)
- Нагрудний знак військового пілота (Пруссія)
- Орден «За заслуги» (Баварія) 4-го класу з мечами
- Орден Альберта (Саксонія), лицарський хрест 2-го класу з мечами
- Ганзейський Хрест (Бремен; 10 березня 1916)
- Королівський орден дому Гогенцоллернів, лицарський хрест з мечами (11 жовтня 1917)
- Військовий Хрест Фрідріха-Августа (Ольденбург)
  - 2-го класу (26 березня 1918)
  - 1-го класу (18 квітня 1918)
- Почесний хрест ветерана війни з мечами
- Медаль «За вислугу років у Вермахті» 4-го і 3-го класу (12 років)